# Setor secundário
Na macroeconomia, o setor secundário da economia é um setor econômico, na teoria dos três setores, que descreve o papel da manufatura, isto é, que transforma fatores de produção, extraídos e/ou produzidos por outros setores, em bens de consumo, bens intermediários ou bens de capital.
A manufatura é uma atividade importante na promoção do crescimento e desenvolvimento econômico. As nações que exportam produtos manufaturados tendem a gerar maior crescimento marginal do produto interno bruto (PIB), o que sustenta rendas mais altas e, portanto, receita tributária marginal necessária para financiar gastos governamentais como saúde e infraestrutura. Entre os países desenvolvidos, é uma importante fonte de empregos bem remunerados para a classe média, por facilitar maior mobilidade social para sucessivas gerações na economia.

## Classificação
Este setor geralmente recebe a produção do setor primário (ou seja, matérias-primas) e cria produto manufaturado de bens de capital (produtos acabados adequados para outras atividades econômicas) ou bens de consumo (para consumidores domésticos), bem como fatores para exportação (via distribuição através do setor terciário). Muitas dessas indústrias consomem grandes quantidades de energia, necessitam de fábricas e utilizam máquinas; eles são frequentemente classificados como leves ou pesados com base em tais quantidades. Isso também produz resíduos e calor residual que podem causar problemas ambientais ou poluição (externalidades negativas). A indústria, a mineração industrial e a construção civil são, portanto, atividades deste setor. A produção, transformação e distribuição de energia, como gás e eletricidade (assim como a água) também são parte do setor.

## Divisões
O Instituto Brasileiro de Geografia e Estatística (IBGE) calcula o produto interno bruto dos municípios brasileiros a partir de quatro setores da atividade econômica (agropecuária, indústria, serviços e administração pública) e estabelece que o subsetor industrial subdivide-se em transformação, construção civil e serviços industriais de utilidade pública.
Outras divisões sub-setoriais incluem:
- Indústria aeroespacial;
- Indústria aeronáutica;
- Indústria alimentícia;
- Indústria automobilística;
- Indústria naval;
- Indústria de energia
- Indústria de tecnologia avançada;